# Ego zovut Suchė-Bator
Ego zovut Suchė-Bator (Его зовут Сухэ-Батор) è un film del 1942 diretto da Iosif Efimovič Chejfic e Aleksandr Zachri.